# Fundación Yehudi Menuhin España
Fundación Yehudi Menuhin España (FYME) es una organización sin ánimo de lucro, de carácter no patrimonial, que desarrolla programas de educación a través del arte para la integración social y cultural de niños y jóvenes desfavorecidos. Por el desarrollo del programa MUS-E®, la Fundación Yehudi Menuhin España ha recibido La Gran Cruz de la Orden Civil de la Solidaridad Social, impuesta por S.M. La Reina en 2003.

## Historia
La Fundación Yehudi Menuhin España fue creada por el músico Yehudi Menuhin, compositor, violinista, director de orquesta y gran humanista. La Fundación Yehudi Menuhin España (también conocida por sus siglas, FYME) inició su actividad en diciembre de 1998, siendo inscrita en el Registro de Fundaciones Culturales del Ministerio de Educación y Cultura de España a primeros de marzo de 1999, con el número 436.
El propio Yehudi Menuhin presentó públicamente la Fundación en la Sociedad General de Autores y Editores, determinando de forma precisa sus objetivos, su misión y su deontología, constituyéndose legalmente el 19 de febrero de 1999 mediante escritura pública ante notario.
Tras la puesta en marcha de la Fundación, Yehudi Menuhin divulgó entre sus miembros y voluntarios una serie de objetivos a cumplir mediante el desarrollo de diversos programas: que la cultura desempeñe un papel destacado en la sociedad del siglo XXI, la tolerancia ante la diversidad cultural, la adopción de medidas activas contra el racismo y la xenofobia y el papel de las artes en la integración social y cultural de niños y colectivos desfavorecidos.
En los primeros meses de 1999, la FYME comenzó a desarrollar sus actividades orientada por el propio Yehudi Menuhin, y comenzando por suscribir convenios de cooperación con instituciones públicas y privadas con el fin de dotar a la Fundación de un respaldo sólido, plural y diversificado que garantizara la viabilidad de los diversos proyectos y objetivos en el futuro.

## Educación a través del Arte
La Fundación Yehudi Menuhin España desarrolla toda su actividad a través de diversos programas con el objetivo de transformar la sociedad con el apoyo del sistema educativo.

### Programa MUS-E®
MUS-E® es un proyecto ideado por el propio Yehudi Menuhin en colaboración con Werner Schmitt, Director de la Escuela del Conservatorio de Berna, sobre la idea de Zoltán Kodály, que consideraba que la música debía formar parte de la educación cotidiana y ser accesible a todos. Yehudi Menuhin amplió el concepto dentro del marco de la realidad multicultural, ampliándolo a todas las disciplinas artísticas (música, teatro, danza, artes plásticas).
El MUS-E® es un programa que se desarrolla en centros educativos españoles de titularidad pública o privada, en horario lectivo, que tiene como objetivos facilitar y promover la integración y la solidaridad, prevenir la violencia y el racismo y fomentar la tolerancia y el respeto a la diversidad cultural.
En el programa MUS-E® están implicados el personal docente (profesores de centros educativos), artistas en activo con elevada formación y experiencia docente, directivos de centros educativos, instituciones públicas (ministerios y consejerías) y la Fundación Yehudi Menuhin España como entidad promotora y coordinadora del programa.

## Premios y reconocimientos
- Medalla de Honor de la Ciudad de Barcelona. Otorgada por la Ciudad de Barcelona a propuesta del Distrito de Nou Barris en reconocimiento a la integración social de sus programas. Marzo 2013.
- Segundo Premio en las II Ediciones del Concurso de Fotografía “Tú la llevas, participas y transformas”. Organizado por la Federación del Voluntariado de España (FEVOCAM) ediciones 2011 con la fotografía “Apoyándonos” y “El amor es el único camino” en 2012. Madrid.
- Premio Matteotti a la ópera europea "Chronos Paràdoksos". Otorgado por la Presidencia del Consejo de Ministros Italiana, a obras o ensayos en “reconocimiento a la defensa de la libertad, la fraternidad y la justicia social”. Esta ópera es un proyecto del Instituto Internacionale per L’Opera e la Poesía (Italia), Eu-Art-Network (Austria) y la FYME. Roma 2012.
- Premio Educando para la Inclusión Social y la Convivencia. MUS-E en Secundaria. Otorgado por la Fundación SM. Madrid, 2012.
- Premio Territorios Solidarios BBVA, I y II Ediciones. A los programas: “MUS-E, Educación en Valores a través del Arte en Centros de Educación Especial” e “Involucr-ARTE”. Madrid 2011 y 2012.
- Premios Ciudadanos 2011. Otorgada por la Asociación Premio Ciudadano en colaboración Foro de Debate Ciudadano, “En reconocimiento a su trayectoria y compromiso humanitario”. Madrid, 2011.
- Premio Colores de África. Otorgado por la Fundación de Desarrollo Sostenido y el CEPI Hispano Africano. Entregado a la Directora Gerente, Anabel Domínguez, por su compromiso en la defensa y divulgación del continente africano Madrid, 2011.
- Premio del Ayuntamiento de Fuenlabrada. “En reconocimiento a su labor en defensa del cumplimiento de los derechos humanos en el mundo”. Fuenlabrada, Madrid. 2010.
- Premio CEPSA al Valor Social. Al Programa “Arte por la Convivencia. Inclusión social e interculturalidad”. Madrid, 2008.
- Gran Cruz de la Orden Civil de la Solidaridad Social. Otorgada por el Consejo de Ministros a propuesta del Ministerio de Trabajo y Asuntos Sociales, “Por su dedicación a la integración social y cultural de los niños y jóvenes desfavorecidos, así como por su labor de fomento del diálogo, la tolerancia y la solidaridad”. Enero 2003.